# 卡洛費爾峰
62°41′23.4″S 60°01′03.7″W / 62.689833°S 60.017694°W

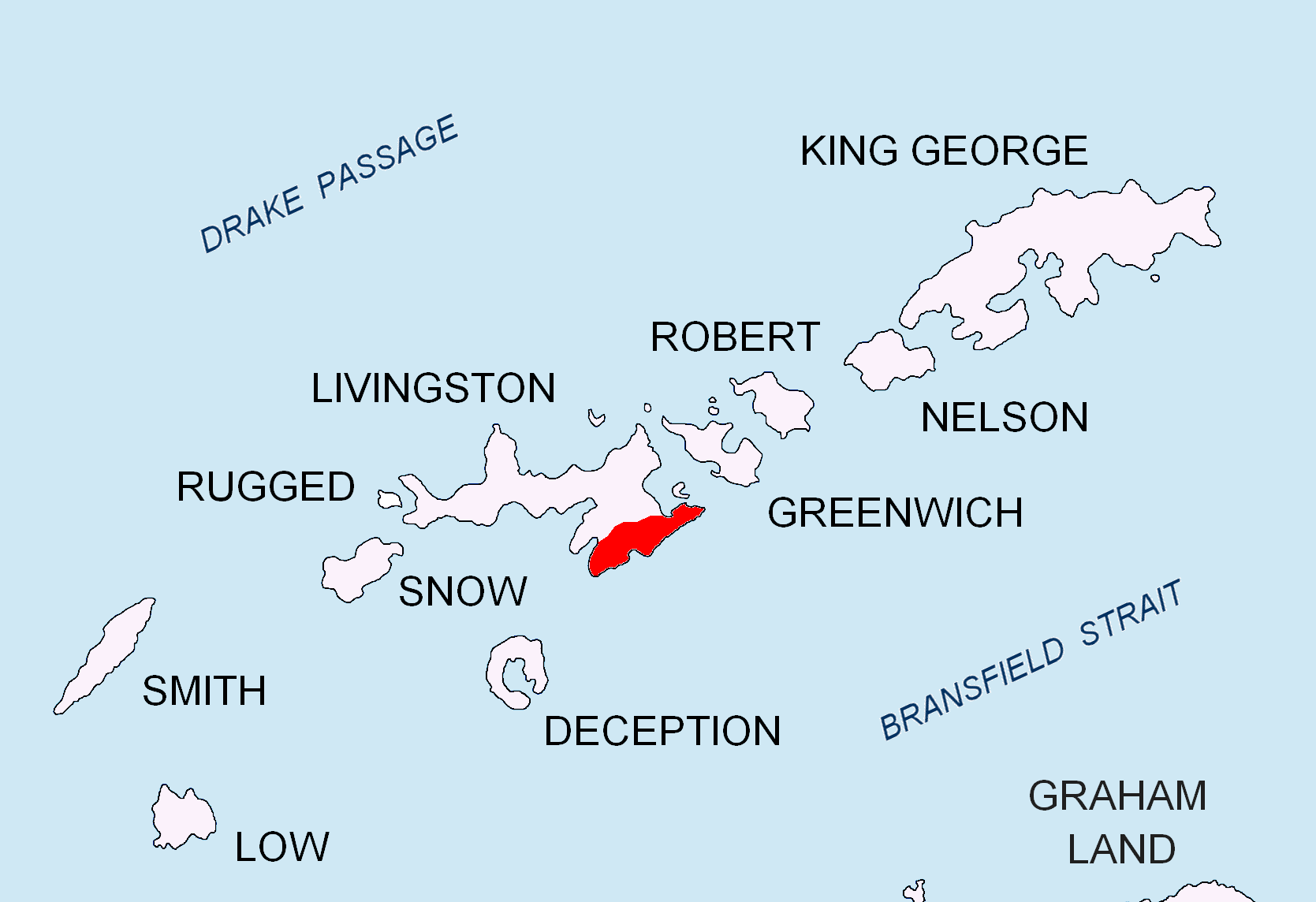

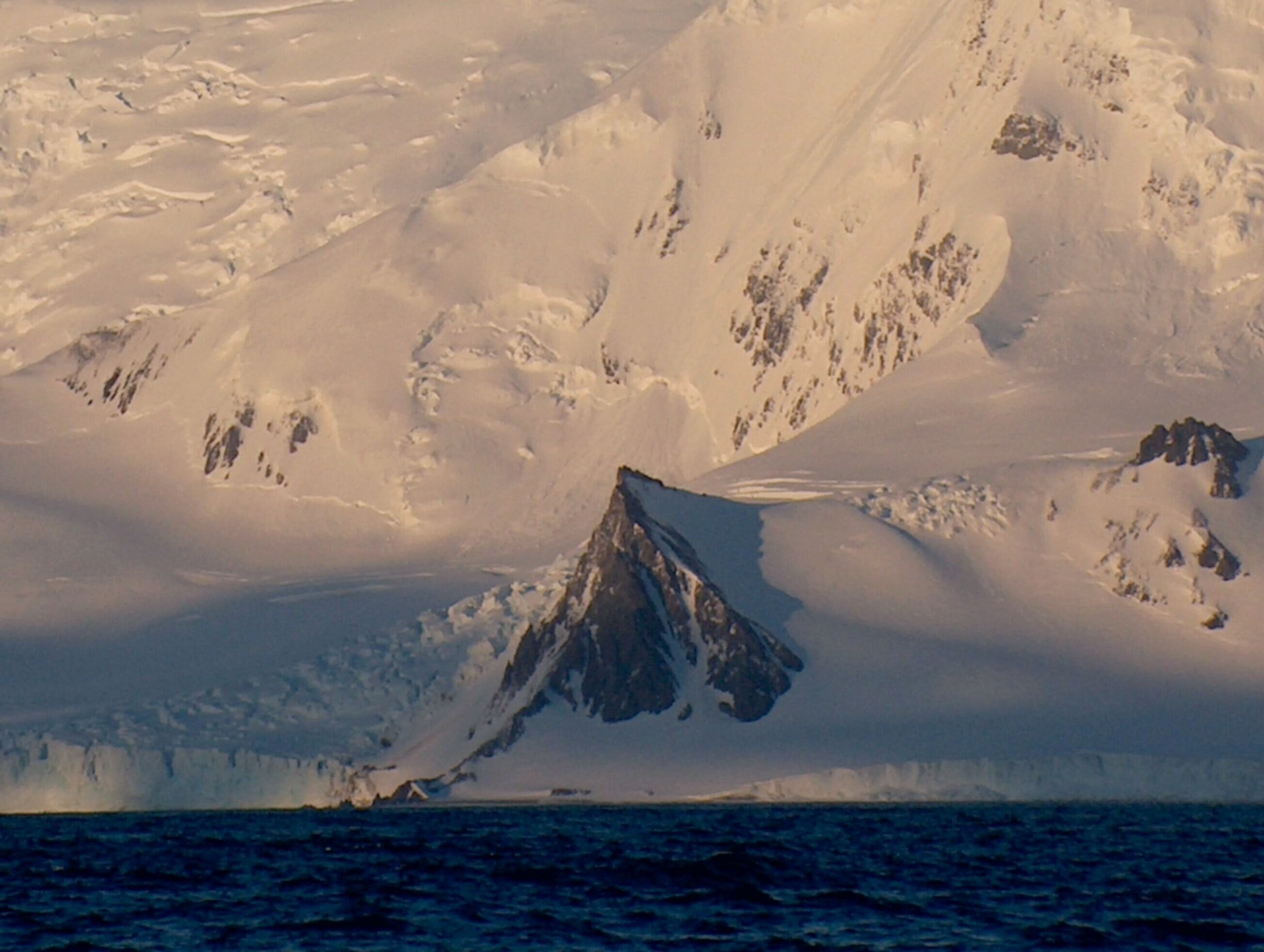

卡洛費爾峰是南極洲的山峰，位於南設得蘭群島的利文斯頓島，屬於騰格里山脈中列夫斯基嶺的一部分，處於拉迪奇科夫峰以南0.96公里、姆基恩角西北面0.41公里和瑟迪卡峰東南面2.19公里，以保加利亞中部城鎮命名。

## 外部連結
- SCAR Composite Antarctic Gazetteer（页面存档备份，存于）.